# Унел, Бирол
Бирол Унел (нем. Birol Ünel; 18 августа 1961 год, Мерсин, Турция — 3 сентября 2020, Берлин) — немецкий актёр турецкого происхождения.
Сыграл много ролей в немецких и турецких фильмах, сериалах и театральных постановках.
Унел родился в Мерсине, в восточной Турции. В 1968 году его семья иммигрировала в Германию, в город Бринкум недалеко от Бремена.
Он изучал актерское мастерство в консерватории Ганновера.
Унел начинал как театральный актёр в «Berlin Tacheles», где он сыграл главную роль и поставил спектакль «Калигула». Его кинокарьера началась в 1987 году с фильма «Пассажир». Также он сыграл мошенника в фильме Фатиха Акина «Солнце Ацтеков» и вспыльчивого повара в ленте Акина «Душевная кухня» .

## Смерть
Бирол умер в больнице в Берлине 3 сентября 2020 года в возрасте 59 лет от рака. Он также страдал алкоголизмом.

## Избранная фильмография
- Солнце ацтеков (2000)
- Враг у ворот (2001)
- Головой о стену (2004) — режиссёр Фатих Акин
- Король воров (2004)
- «Hırsız var!» (2005)
- Трансильвания (2006)
- Семь героев (2006)
- Луна и другие любовники (фильм) (2008)
- Душевная Кухня (2009) — режиссёр Фатих Акин